# Elvir Baljić
Elvir Baljić es un exfutbolista y entrenador. Nacido el 8 de julio de 1974 en Sarajevo (Bosnia y Herzegovina), jugaba en la posición de delantero y en su día fue el fichaje más caro de la historia del Real Madrid, pese a no triunfar en el club.

## Trayectoria deportiva

### Como jugador
| Temporadas          | Club           | Liga               | País                 |
| ------------------- | -------------- | ------------------ | -------------------- |
| 1994/1995           | FK Sarajevo    | Premijer Liga      | Bosnia y Herzegovina |
| 1995/1996-1997/1998 | Bursaspor      | Turkcell Süper Lig | Turquía              |
| 1998/1999           | Fenerbahçe     | Turkcell Süper Lig | Turquía              |
| 1999/2000           | Real Madrid    | LFP                | España               |
| 2000/2001           | Fenerbahçe     | Turkcell Süper Lig | Turquía              |
| 2001                | Real Madrid    | LFP                | España               |
| 2001/2002           | Rayo Vallecano | LFP                | España               |
| 2002/2003-2003/2004 | Galatasaray    | Turkcell Süper Lig | Turquía              |
| 2004/2005           | Konyaspor      | Turkcell Süper Lig | Turquía              |
| 2005/2006           | Ankaragücü     | Turkcell Süper Lig | Turquía              |
| 2006/2007-2007/2008 | İstanbulspor   | Turkcell Süper Lig | Turquía              |

### Selección nacional
Baljic ostenta el sexto mejor registro goleador con la selección de Bosnia-Herzegovina, habiendo conseguido un total de 14 goles en 38 partidos.

### Como entrenador
| Temporadas | Club                         | Liga               | País                 |
| ---------- | ---------------------------- | ------------------ | -------------------- |
| 2010-2014  | Bosnia (2.º entrenador)      | Selección          | Bosnia y Herzegovina |
| 2015       | Karabükspor                  | Turkcell Süper Lig | Turquía              |
| 2017       | Alanyaspor (2.º entrenador)  | Turkcell Süper Lig | Turquía              |
| 2018       | Akhisarspor (2.º entrenador) | Turkcell Süper Lig | Turquía              |
| 2019-2020  | FK Tuzla City                | Liga Premier       | Bosnia y Herzegovina |